# BiełAZ 75710
BiełAZ 75710 – największe na świecie wozidło sztywno-ramowe produkowane w Białoruskich Zakładach Samochodowych, wykorzystywane w kopalniach odkrywkowych, mogące przewieźć 450 ton ładunku; silnik o mocy 3382 kW (4600 KM) napędza alternator, który wytwarza prąd do silnika elektrycznego napędzającego koła.